# Травасуш Валдеш, Жозе
Барон Жозе Лусиу Травасуш Валдеш (порт. José Travassos Valdez; 23 февраля 1787, Элваш — 10 июля 1862, Лиссабон) — португальский политический, государственный и военный деятель, председатель Совета министров — премьер-министр Португалии (1839—1841), военачальник, Бригадир.
Участник Пиренейских воен. Первый граф ду Бонфин.

## Биография
Первоначально намеревался сделать карьеру в католической церкви, но после вторжения в Португалию армий Наполеона, вступил на воинскую службу и стал активным участником сопротивления французам. Отличился во время Пиренейских воен. Был отмечен за Битвы при Ролисе и при Вимейру. За ними последовали сражения при Альбуэре, Саламанке (1812), Ортезе (1814), Тулузе (1814).
Участник Первой карлистской войны.
Дослужился до звания бригадного генерала. Занялся политикой, решительно поддержал сторону конституционалистов и участвовал в подавлении абсолютистских восстаний. Вступил в политическую конституционную партию.
Был возведён в дворянство, как граф Бонфим. В 1839-1840 годах избирался  сенатором в законодательном собрании и депутатом Страны . 26 сентября 1839 г. взял на себя руководство правительством в качестве премьер-министра и обеспечил первый период относительной стабильности, председательствуя в одиннадцатом правительстве и коалиции, которая преуспела в сохранении власти в течение почти двух лет, до 1841 г. Занимал должность министра иностранных дел до 28 декабря 1839 г. До 1841 года был военным министром, министром по колониам.